# 横岳鍋島家
横岳鍋島家（よこたけなべしまけ）は、近世の肥前佐賀藩の武家である。本姓は藤原氏で、本来の名字は石井氏。佐賀藩祖鍋島直茂の正室石井氏陽泰院の連枝で、直茂夫妻の婿養子となった鍋島茂里（石井茂里）を祖とする。佐賀藩においては、「家老」六家の筆頭の家格にあり、一時期、格上の「親類同格」として遇せられたこともあった。別称は鍋島主水家（なべしまもんどけ）、石井鍋島家。

## 来歴
龍造寺隆信の旗本武将石井安芸守信忠の嫡男茂里が、佐賀藩祖鍋島直茂・陽泰院夫妻の養子として、直茂の長女月窓院の婿となり、鍋島家の継嗣となったが、直茂夫妻に実子勝茂（のちの初代佐賀藩主）が誕生したため、別家したのが当家の始まりである。
初代茂里は、勝茂の従姉（陽泰院の姪）の実子であり、義理の兄でもあった。
そのため、茂里は、石井氏の知行であった肥前国佐留志領と合わせ、神埼郡西郷村に拠った国衆横岳頼続（少弐氏の庶流）の遺領と、家臣団を継承したため、「横岳鍋島家」と称されることになった。また、初代当主茂里の受領名が「主水佑」であったことから、「鍋島主水家」とも称されている。
横岳家の家老池尻玄蕃が、没落した主家の再興を直茂に請願したことが契機となって、当家が成立した。一方で、当家の先祖は石井家であるとしており（『茂里譜』）、陽泰院石井氏の年忌法要に際して、当家も親類同格に列せられていることや、当家の分家3家が石井姓を称していることを勘案すると、自他ともに石井家の一族との認識を有していた。早稲田大学が刊行した『鍋島主水家文書目録』の解題においても当家について「（横岳氏ではなく）本姓は石井氏とすべき」と指摘している。
ちなみに、家系・血脈における横岳家と当家の連続性はなく、横岳家の子孫は佐賀藩の支藩小城藩士となっている。
池尻の主家再興の請願の目的は、横岳家の再興というよりも、旧臣たちの生計の救済にあったと推測される。
初代当主茂里は、直茂・勝茂父子を輔弼し、佐賀藩の成立に大きく貢献した。かつ、陽泰院の大甥で、直茂の娘婿という縁戚関係から、「家老」六家の筆頭の格式で廃藩まで存続した。
初代当主茂里は、勝茂誕生後、直茂の養子を辞したことが定説となっていたが、昨今の研究では、茂里の実父石井安芸守信忠が、勝茂誕生後に養子辞退の願いを養父直茂に申し入れたが、直茂がそれを断っていることや、養子を辞したという記録は見当たらないため、家系上は神代鍋島家（直茂の実兄鍋島信房が家祖）と同様、鍋島家の分家とするのが妥当である。
明治維新の廃藩まで、家老六家筆頭の格式と、家禄7,500石を維持した。

## 歴代当主
佐賀藩家老、肥前国神埼西郷領7500石（物成3000石）
祖・鍋島直茂
1. 鍋島茂里
2. 鍋島茂宗
3. 鍋島武興
4. 鍋島直朗
5. 鍋島茂和
6. 鍋島茂親
7. 鍋島茂延
8. 鍋島茂明

## 分家
- 石井織部家（2代当主鍋島淡路茂宗の次男石井織部宗貞を祖とする。代々当家の親族家老。物成50石）
- 石井伝兵衛家（2代当主茂宗の三男石井伝兵衛信宗を祖とする。信宗が祖母月窓院伊勢龍姫（藩祖・鍋島直茂の長女）の養子であったことにより、佐賀藩直参となる。物成100石）
  - ①石井伝兵衛信宗（藩祖・鍋島直茂長女・月窓院伊勢龍姫養子）―②十郎大輔宗明―③伝兵衛武包―④伝兵衛信一―⑤伝兵衛信貞―⑥八左衛門信高―⑦伝兵衛信澄
- 石井清兵衛家（2代当主茂宗の五男石井清兵衛武明を祖とする。代々当家の親族家老。物成50石）

## 家紋
- 定紋：五つ木瓜
- 替紋：立花杏葉、剣菱、丸に三つ鱗
- 拝領紋：鍋島花杏葉

## 菩提寺
- 真龍寺（佐賀県神埼市）
- 妙玉寺（佐賀県佐賀市）